# Histoire de fantômes chinois 3
Série
Histoire de fantômes chinois 2
(1990)
Pour plus de détails, voir Fiche technique et Distribution.
Histoire de fantômes chinois 3 (倩女幽魂Ⅲ道道道, Sien nui yau wan III: Do do do) est un film hongkongais réalisé par Ching Siu-tung et produit par Tsui Hark, sorti en 1991 ; c'est le dernier film d'une trilogie comportant aussi Histoire de fantômes chinois et Histoire de fantômes chinois 2.

## Synopsis
Fong et son maître s'arrêtent au temple Lan Jou pour passer la nuit. Ce temple est le repaire du démon Lao-lau qui se nourrit de l'énergie vitale des hommes. Alors que son maître part combattre les démons, Fong rencontre Lotus, un fantôme à la solde de Lao-lau.

## Fiche technique
- Titre : Histoire de fantômes chinois 3
- Titre original : 倩女幽魂Ⅲ道道道 (Sinnui yau wan III: Do do do)
- Réalisation : Ching Siu-tung
- Scénario : Roy Szeto et Tsui Hark
- Musique : Romeo Díaz et James Wong
- Montage : Marco Mak
- Photographie : Lau Moon-Tong
- Pays d'origine : Hong Kong
- Langues : Cantonais et mandarin
- Genre : Comédie romantique, Film d'action, Film de fantasy, Film d'horreur
- Durée : 104 minutes
- Date de sortie :
  - Hong Kong : 18 juillet 1991
  - France : 17 mars 1993

## Distribution
- Tony Leung Chiu-wai (VF : Pascal Légitimus) : Fong
- Joey Wong (VF : Aurélia Bruno) : Lotus
- Jacky Cheung (VF : Gérard Surugue) : Yin
- Nina Li Chi (VF : Déborah Perret) : Fleur de jasmin
- Lau Siu-ming (VF : Michel Vigné) : Lao-lau, l'esprit de l'arbre
- Lau Shun (VF : Roger Crouzet) : Le maître de Fong
- Lau Yuk-ting : Jade